# Sam Lay

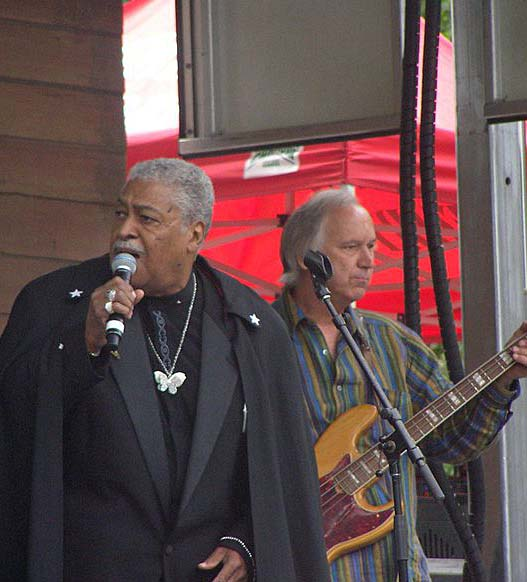
Sam Lay mit dem Bassisten Jim Wydra auf dem Chicago Blues Festival 2012

Samuel „Sam“ Julian Lay (* 20. März 1935 in Birmingham, Alabama, USA; † 29. Januar 2022 in Chicago, Illinois, USA) war ein Blues-Schlagzeuger und Sänger.
Seine Karriere begann 1954 in Cleveland, als er sich der Moon Dog Combo anschloss. Von 1957 bis 1959 war er Mitglied der Original Thunderbirds, bis er schließlich nach Chicago zog, um dort mit Little Walter zusammenzuarbeiten. 1960 schloss er sich zusammen mit Jerome Arnold der Begleitband von Howlin’ Wolf an, bis die beiden 1965 Paul Butterfield kennenlernten und Mitglieder von dessen Butterfield Blues Band (BBB) wurden. Lay ist nur auf dem Debütalbum der Band zu hören.
Noch im gleichen Jahr lernte Lay Bob Dylan kennen, als die BBB als dessen Begleitband auf dem Newport Folk Festival spielte. Als Folge dessen verabschiedete er sich von der BBB, um Dylan auf dessen 1965er Produktion Highway 61 Revisited auszuhelfen. In der zweiten Hälfte der 1960er Jahre betätigte Lay sich viel als Session-Drummer, er ist auf mehr als 40 Blues-Alben von Chess Records zu hören. So spielte er beispielsweise 1969 auf Muddy Waters’ Album Fathers and Sons.
Weiterhin war er 1969 Gründungsmitglied der James Cotton Blues Band und spielte eine Zeit lang bei der Siegel-Schwall Band, bis er schließlich die Sam Lay Blues Revival Band gründete, in der zeitweise unter anderem Jimmy Rogers, George „Wild Child“ Butler und Eddie Taylor spielten.
1992 wurde Lay in die Blues Hall of Fame aufgenommen und für einen W.C. Handy Award nominiert. Ebenfalls 1992 gründete er die Sam Lay Blues Band, die im selben Jahr ihr Debütalbum Shuffle Master veröffentlichte. Es folgten Sam Lay Live (1994 aufgenommen, doch erst 1996 veröffentlicht), Stone Blues (1996), Rush Hour Blues (2000) und Live on Beale Street (2000).
2015 wurde Sam Lay mit der Paul Butterfield Blues Band in die Rock and Roll Hall of Fame aufgenommen. Lay starb am 29. Januar 2022 in Chicago im Alter von 86 Jahren.